# New York Times Building
O New York Times Building é um arranha-céu no lado leste de Manhattan, Nova York. Seu dono é o The New York Times Company, que publica os jornais The New York Times, The Boston Globe, International Herald Tribune, e outros jornais regionais de menor circulação. Grande parte da fachada externa foi completada durante o segundo trimestre de 2007, o The New York Times começou a operar no edifício em abril, embora o acabamento interno ainda não tinha sido concluído.

## Início
O projeto foi anunciado em 13 de dezembro de 2001, anunciando a construção de uma torre de 52 andares no lado leste da oitava avenida entre as ruas 40 e 41 e a Port Authority of New York & New Jersey Bus Terminal. O local escolhido representa a expansão de Midtown através da Eighth Avenue; o corredor que foi construído desde a conclusão em 1989 do One Worldwide Plaza e da conclusão da Hearst Tower em 2006. A construção é uma joint venture entre o The Times Company, Forest City Ratner Companies, Cleveland, Brooklyn, Atlantic Yards e ING Real Estate.
Além disso, o novo local mantém o papel da area do Times Square, que recebeu esse nome após a mudança do jornal para essa rua em 1904. O Times Company até recentemente se localizava a 229 West 43rd Street.

## Design
A torre foi desenhada pelas companhias Renzo Piano Building Workshop e FXFOWLE Architects, e o design interior ficou a cargo de Gensler, conhecido pela inovação, em que milhares de pequenos tubos de cerâmica dispostos horizontalmente em frente a uma parede de vidro, formando uma "parede dupla envidraçada, espectralmente seletiva, de baixa emissão, uma elevada parede de vidro ao redor do prédio reduz o resfriamento deste, "  A torre possui numerosas características do desenvolvimento sustentável. A principal delas é a arquitetura do prédio que maximiza a luz natural, mantendo a conexão com o lado de fora. Cortinas mecanizadas, trabalhando em conjunto com mais de 20,000 lâmpadas fluorescentes, mantendo estável o nível de claridade enquanto salva energia e previne blecautes.
Em 11 de novembro de 2006,o edifício ergueu um pináculo a uma altura de (319 m) quando uma pequena seção deste foi assentada.  O edifício se encontra atualmente empatado com o Chrysler Building como o segundo maior prédio de Nova York e 6° maior dos Estados Unidos.